# 方雪雯
方雪雯（1966年2月25日—），生于浙江临海，越剧女演员，擅长小生，一级演员。1979年，进入浙江台州地区越剧团。1982年，进入浙江艺术学校学习。1983年，加入浙江小百花越剧团。方雪雯师承范瑞娟，表演真挚，唱腔清亮。代表作品有《梁山伯与祝英台》(饰演梁山伯)《五女拜寿》(饰演邹应龙)《红丝错》(饰演张秋人)《南唐遗事》(饰演李煜)等。